# دستگاه برش لیزری

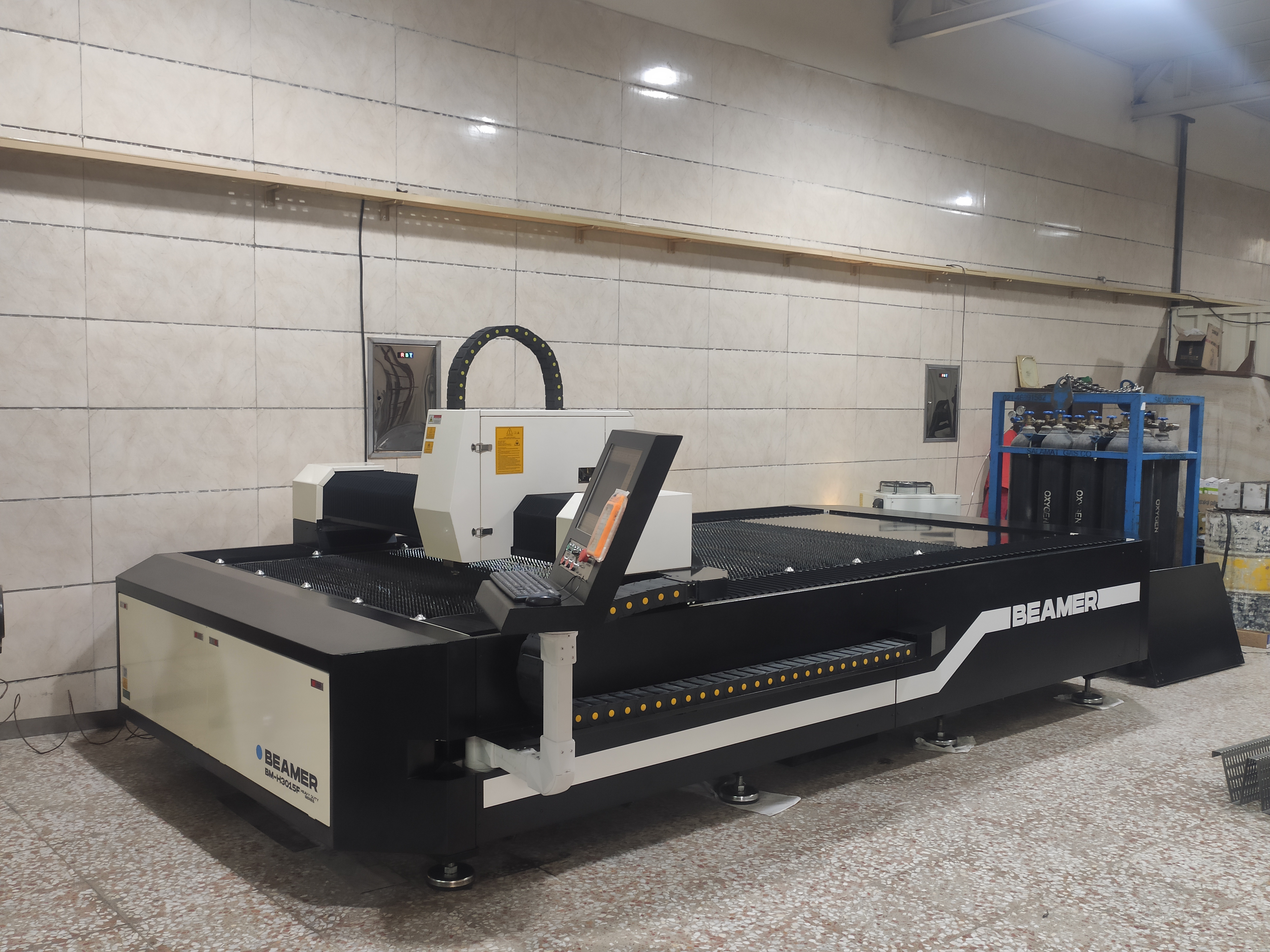
نمونه یک دستگاه برش لیزری

دستگاه برش لیزری یکی از ابزارهای پیشرفته و پرکاربرد در صنایع مختلف است که برای برش مواد با دقت بالا و کیفیت مطلوب استفاده می‌شود. این دستگاه با استفاده از پرتوهای لیزری متمرکز، توانایی برش و حکاکی بر روی مواد متنوعی مانند فلزات، پلاستیک، چوب و شیشه را دارا است.

## تاریخچه و توسعه
فناوری برش لیزری برای اولین بار در دهه ۱۹۶۰ میلادی معرفی شد. شرکت‌های صنعتی بزرگ مانند Western Electric و British Oxygen در توسعه و تجاری‌سازی این فناوری نقش کلیدی داشتند. در دهه ۱۹۷۰، استفاده از لیزرهای CO2 گسترش یافت و این دستگاه‌ها به طور گسترده‌ای در صنعت به کار گرفته شدند. با پیشرفت‌های مداوم در علم لیزر و الکترونیک، دستگاه‌های برش لیزری امروز به سطح بالایی از کارایی و دقت دست یافته‌اند.

## اصول عملکرد
دستگاه برش لیزری با تولید پرتو لیزری متمرکز و هدایت آن به سطح ماده، عملیات برش را انجام می‌دهد. این پرتو لیزری انرژی بالایی دارد که باعث ذوب، تبخیر یا سوختن ماده در نقطه تماس می‌شود. سیستم‌های کنترلی پیشرفته‌ای نیز برای هدایت دقیق پرتو و ایجاد اشکال پیچیده به کار گرفته می‌شوند.

## انواع لیزرهای مورد استفاده
- لیزر CO2: برای برش مواد غیر فلزی مانند چوب، پلاستیک و پارچه استفاده می‌شود.
- لیزر فایبر: مناسب برای برش فلزات با سرعت و دقت بالا.
- لیزر Nd:YAG و Nd:YVO4: برای برش و حکاکی مواد فلزی و غیرفلزی به کار می‌روند.

## کاربردها
دستگاه‌های برش لیزری در صنایع مختلفی مورد استفاده قرار می‌گیرند:
- صنعت خودروسازی: برش قطعات فلزی با دقت بالا.
- صنعت الکترونیک: ساخت بردهای مدار چاپی و قطعات کوچک.
- صنایع دستی و هنری: حکاکی و برش مواد برای تولید محصولات تزئینی.
- صنایع هوافضا: تولید قطعات با طراحی‌های پیچیده و دقیق.

## مزایا
- دقت بسیار بالا در برش.
- سرعت عمل و کاهش زمان تولید.
- انعطاف‌پذیری در برش اشکال پیچیده.
- کاهش ضایعات مواد اولیه.

## محدودیت‌ها
- هزینه بالای تجهیزات و نگهداری.
- نیاز به آموزش‌های تخصصی برای اپراتورها.
- محدودیت در برش مواد با ضخامت بسیار بالا.